# Zelàndia

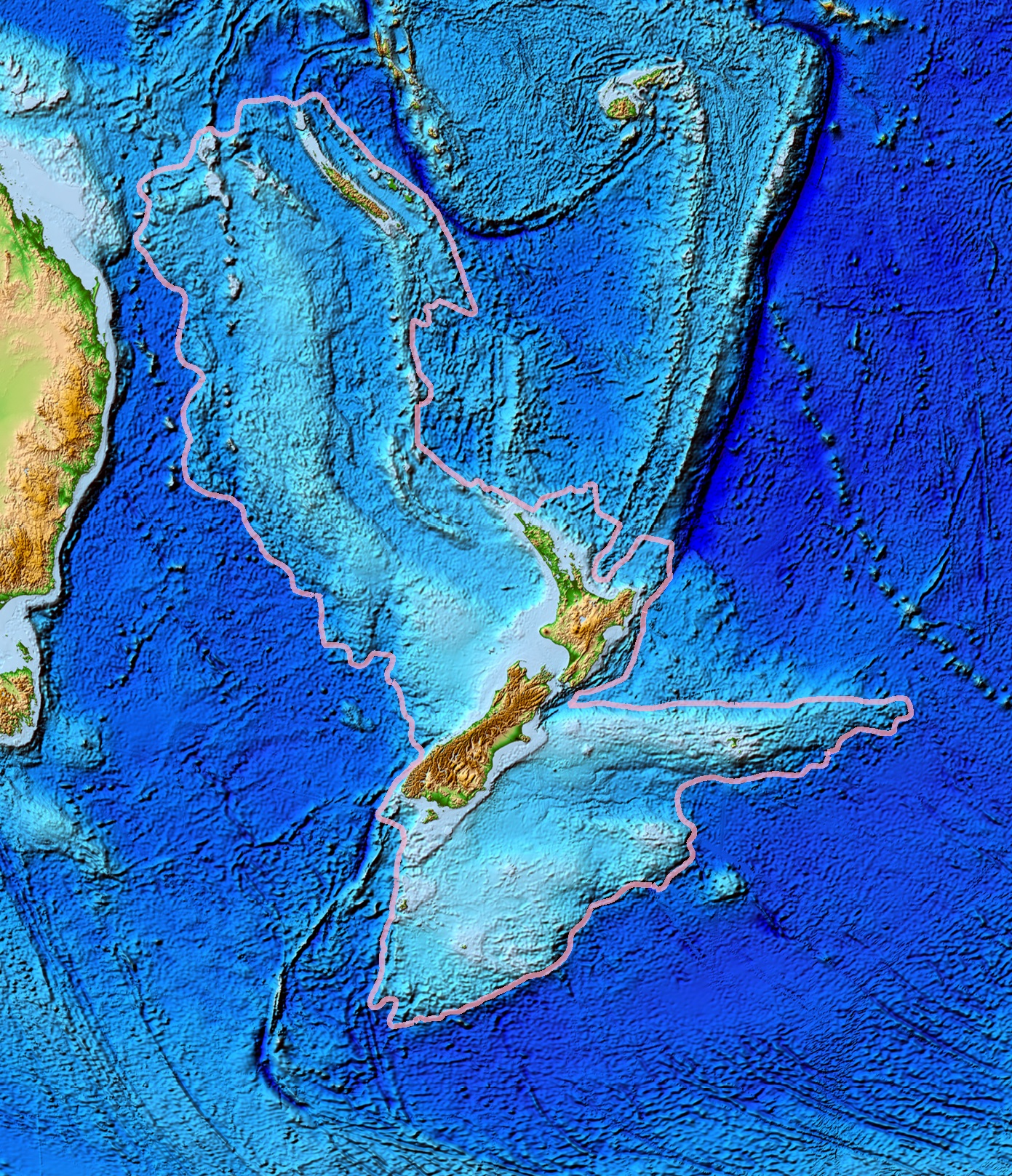
Topografia de Zelàndia. Les línies que es marquen al NNE i al SW, lluny de Nova Zelanda, no són considerades part del continent, ni tampoc Austràlia, Fiji o Vanuatu.

Zelàndia, també anomenat Tasmantis o el continent de Nova Zelanda és un continent submergit gairebé completament, que s'enfonsà després de separar-se de la placa australiana entre 65 i 85 milions d'anys enrere i de l'Antàrtida entre 85 i 130 milions d'anys enrere. S'acabà de submergir fa aproximadament 23 milions d'anys, i la major part (al voltant del 93%) es troba sota l'oceà Pacífic.
El continent de Zelàndia té una àrea de 3.500.000 km². És més gran que Groenlàndia o l'Índia, i quasi la meitat de la grandària d'Austràlia. És excepcionalment llarg i estret i s'estén des de Nova Caledònia cap al nord fins més enllà de les illes subantàrtiques de Nova Zelanda pel sud. Nova Zelanda és la part més gran de Zelàndia que sobresurt del nivell del mar, seguida per Nova Caledònia.